# Hans-Heinrich Nolte

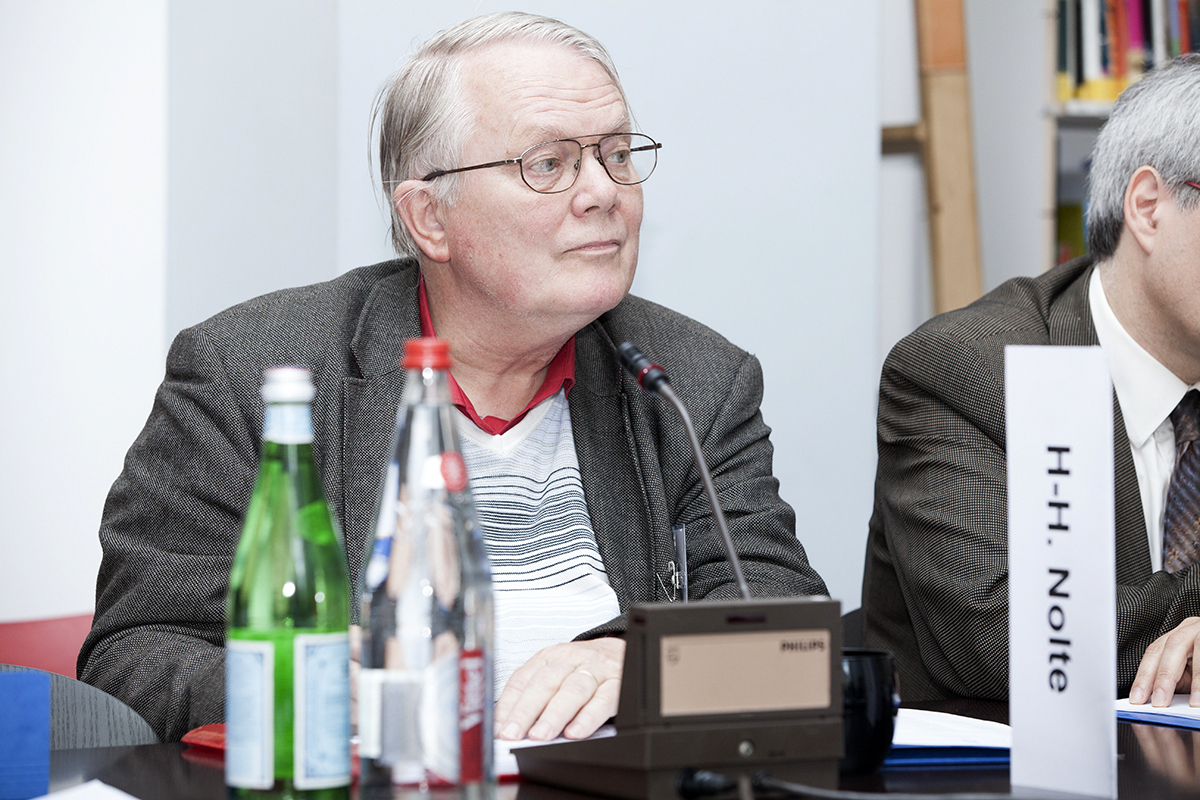
Hans-Heinrich Nolte (2013)

Hans-Heinrich Nolte (* 24. Mai 1938 in Ulm) ist ein deutscher Historiker und emeritierter Professor für Osteuropäische Geschichte am Historischen Seminar der Universität Hannover. Seine Forschungsschwerpunkte sind osteuropäische Geschichte, insbesondere Russlands und der UdSSR sowie Weltgeschichte. Nolte zählt in Deutschland zu den Pionieren einer weltgeschichtlichen Perspektive in der Geschichtswissenschaft.

## Leben und Wirken
Nolte studierte Geschichte und Germanistik an den Universitäten Marburg, Münster und Göttingen. 1967 wurde er in Göttingen promoviert. Danach war er Mitarbeiter beim Max-Planck-Institut für Geschichte in Göttingen. 1970 wurde er Assistent an der Universität Hannover, wo er 1975 habilitiert und 1980 zum Universitätsprofessor für Osteuropäische Geschichte berufen wurde. 2003 wurde er emeritiert. Von 2003 bis 2014 war er Gastprofessor für Geschichte der Neuzeit an der Universität Wien.
Er ist Vorsitzender des 1992 gegründeten Vereins für Geschichte des Weltsystems (VGWS). Seit 2000 ist er Herausgeber der Zeitschrift für Weltgeschichte (ZWG). Er ist Leiter der Zweigstelle Hannover der Deutschen Gesellschaft für Osteuropakunde (DGO).

## Schriften (Auswahl)
Monographien
- Religiöse Toleranz in Russland. 1600–1725. Muster-Schmidt, Göttingen u. a. 1969 (zugleich: Dissertation, Universität Göttingen, 1967).
- „Drang nach Osten“. Sowjetische Geschichtsschreibung der deutschen Ostexpansion. Europäische Verlagsanstalt, Köln 1976, ISBN 3-434-20097-5 (zugleich: Habilitationsschrift, Universität Hannover, 1974, unter dem Titel Erkenntnis und Interesse in der sowjetischen Historiographie am Beispiel von Darstellungen deutscher Ostexpansion).
- Die eine Welt. Abriß der Geschichte des internationalen Systems. Fackelträger, Hannover 1982, 2. überarbeitete und ergänzte Auflage 1993, ISBN 3-7716-2306-5.
- Der deutsche Überfall auf die Sowjetunion 1941 – Text und Dokumentation, herausgegeben von der Niedersächsischen Landeszentrale für politische Bildung, Hannover 1991.
- mit Wolfgang Vetter: Der Aufstieg Rußlands zur europäischen Großmacht, Klett-Cotta, Stuttgart 1994, ISBN 3-12-429900-0.
- Weltgeschichte. Imperien, Religionen und Systeme. 15.–19. Jahrhundert. Böhlau, Wien 2005, ISBN 978-3-205-77440-2.[5]
- Weltgeschichte des 20. Jahrhunderts. Böhlau, Wien 2009, ISBN 978-3-205-78402-9.[6]
- Geschichte Russlands. Reclam, Stuttgart 2012, ISBN 978-3-15-018960-3 (3., erw., aktualisierte und bibliogr. erg. Ausg. der Erstausgabe 1998 mit dem Titel Kleine Geschichte Rußlands).
- Kurze Geschichte der Imperien. Mit einem Beitrag von Christiane Nolte. Böhlau, Wien 2017, ISBN 978-3-205-20331-5.

Herausgeberschaften
- Deutsche Migrationen. Lit, Münster 1996, ISBN 3-8258-2724-0.
- Europäische innere Peripherien im 20. Jahrhundert. European internal peripheries in the 20th century. Steiner, Stuttgart 1997, ISBN 3-515-07098-2.
- mit Bernhard Schalhorn und Bernd Bonwetsch: Quellen zur Geschichte Russlands. Reclam, Stuttgart 2014, ISBN 978-3-15-019269-6.
- Zur Kritik der Geschichtsschreibung, Bd. 1 ff. Musterschmidt, Göttingen 1981 ff. (u. a. Ilja Altman: Der Holocaust in der UdSSR; deutsch 2008, russisch 2002).
- Imperien. Eine vergleichende Studie. Wochenschau Verlag, Schwalbach im Taunus 2008.

Aufsätze
- Säkularisierungen und Säkularisationen in der Weltgeschichte. In: I. Lübbers, M. Rösler und J. Stüben (Hrsg.): Säkularisierung – ein weltgeschichtlicher Prozess in Hamburg, Frankfurt/M. 2017, ISBN 978-3-631-67547-2, S. 51–81.
- Zentrum und Peripherie in Europa aus historischer Perspektive. In: Aus Politik und Zeitgeschichte, Beilage zu Das Parlament, Jahrgang 63.6 (4. Februar 2013), S. 36–41, Online, abgerufen am 16. Oktober 2016.